# Mycophycias
Mycophycias är ett släkte av svampar som beskrevs av Kohlm. och Brigitte Volkmann-Kohlmeyer. Mycophycias ingår i klassen Dothideomycetes, divisionen sporsäcksvampar och riket svampar.
Släktet innehåller bara arten Mycophycias ascophylli.